# قلعه خمیر
قلعه خمیر یا قلعه شیخ عمان در نزدیکی بندر خمیر قرار دارد. از این قلعه امروزه به جز بقایای دو سر در شمالی و جنوبی و برج شرقی نیمه‌ویران آن، اثری بر جای نمانده‌است. سردر شمالی قلعه که اکنون در کنار کوچه تنگی متصل به شهر خمیر جای دارد، به صورت شکوهمندی از سنگ و گچ و به سبک قلعه‌های اروپایی ساخته شده‌است. در چهار گوشه قلعه چهار برج مدور بلند و مقتدر بنا شده و بین هر دو برج یک برج کوتاه نیز ساخته شده‌است. در قسمت جنوب غربی قلعه خمیر، عمارت دو طبقه‌ای وجود دارد. در وسط قلعه و تقریباً در زیر زمین آن آب‌انباری (برکه) ساخته شده که هنوز باقی‌مانده‌است.
در قدیم این ساختمان و این قلعه کاربردهای نظامی داشته‌است و برای مقاومت در برابر مهاجمین هم از آن استفاده می‌شده‌است. جنس سازهٔ قلعه از سنگ و گچ است و با توجه به این که قلعه خمیر به سبک قلعه‌های اروپایی ساخته شده‌است، هنوز و بعد از گذشت این همه سال می‌توان شکوه قلعه‌های اروپایی را در آن دید. بازدید از این قلعه که بسیار جذاب است.
از عمر این قلعه حدود یک قرن می‌گذرد واز مهم‌ترین آثار تاریخی و جاذبه‌های گردشگری استان هرمزگان و بندر خمیر است.